# 唐纳德·威廉姆斯
唐纳德·爱德华·威廉姆斯（Donald Edward Williams，1942年2月13日—2016年2月23日），前美國海軍上校及美国国家航空航天局宇航员，执行过STS-51-D以及STS-34任务。